# Château du Plessis-Greffier
Le château du Plessis-Greffier est un château situé à Huillé, en France.

## Localisation
Le château est situé dans le département français de Maine-et-Loire, sur la commune de Huillé.

## Historique
L'édifice est inscrit au titre des monuments historiques en 1969.